# Xénéion
Xénéion ou Xénioi (l'hospitalière) est une association créée à Athènes en 1811 par des architectes et des artistes passionnés par l'Antiquité grecque. Il s'agit de la toute première association internationale d'archéologues. 

## Fondation
Sa fondation précède celle de l'Institut de correspondance archéologique de Rome (1829). Elle se forme à l'initiative de Carl Haller von Hallerstein, Otto Magnus von Stackelberg, Peter Oluf Brøndsted et Jacob Linckh qui sont rapidement rejoints par Charles Robert Cockerell, John Foster, et Frédéric Sylvestre Douglas North. Ses sept membres fondateurs se réunissent le 8 novembre 1811 dans la résidence athénienne des Britanniques pour donner naissance à cette société. Ils choisissent pour signe distinctif un anneau de bronze orné de la chouette de Minerve. Stackelberg est chargé de dessiner ce bijou. Les membres de la société reçoivent chacun leur anneau le 12 novembre de la même année ; dans son journal Haller von Hallerstein précise qu’il est fait de bronze antique. Chaque membre signe et accepte différents principes réunis dans une charte rédigée en français qui résume les ambitions de leur société. 

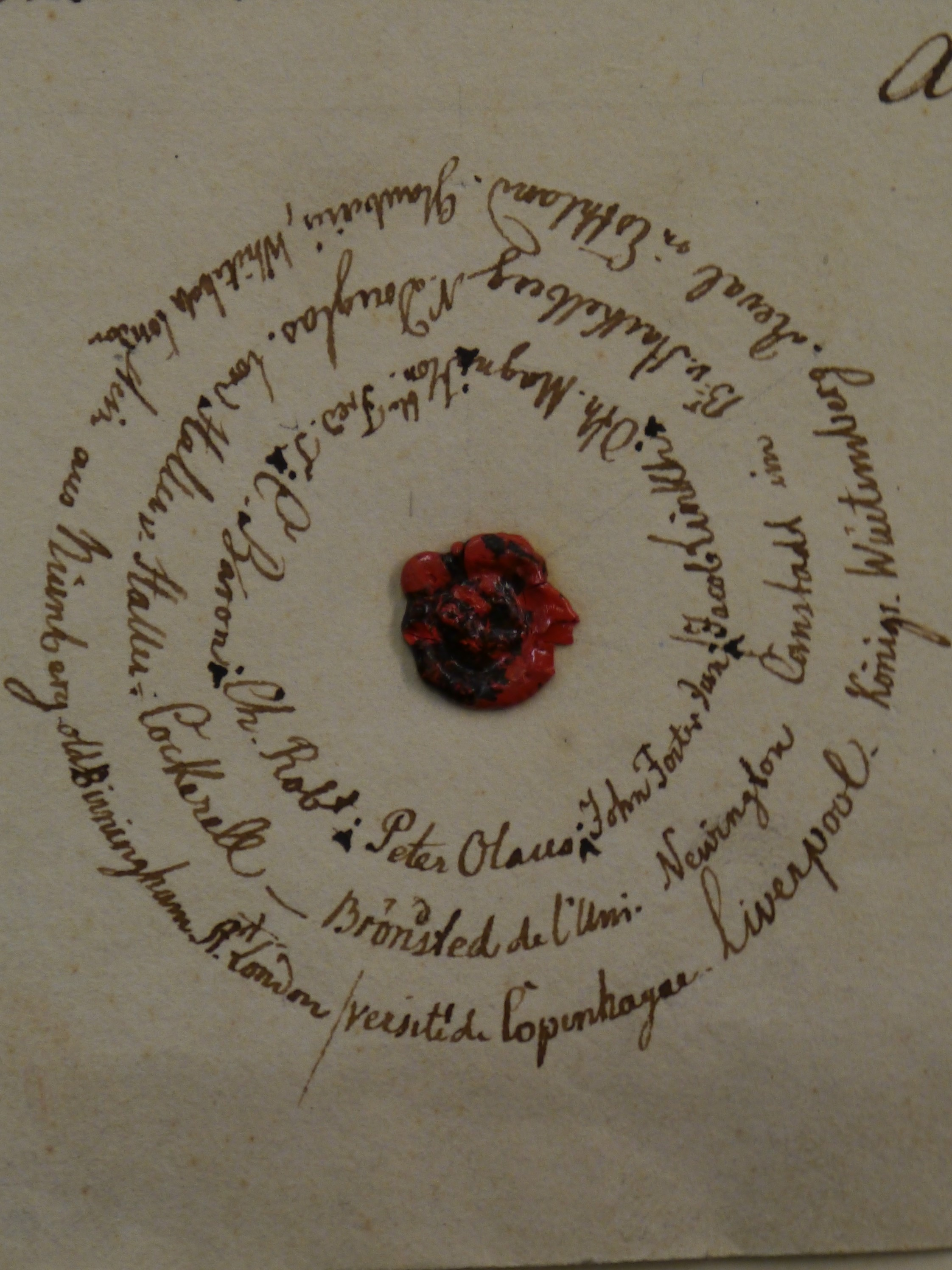
Sceau de la Société Xénéion entouré des signatures des sept membres fondateurs

Quelques semaines après cette fondation Georg Christian Gropius et Frédéric North (1766-1827) sont invités à intégrer Xénéoin par les sept premiers membres. À l'initiative de Carl Haller von Hallerstein, l'archéologue William Gell est intronisé en 1812. 

## Principes
Les membres de Xénéoin se réunissent autour de « l’enthousiasme pour la Grèce, la littérature ancienne et les beaux-arts. » L’appartenance à la société vaut appartenance à un « peuple d’eux-mêmes » se substituant aux « distinctions fortuites des nations » : les membres sont « entièrement et uniquement des Xénioi. » En outre, chaque membre peut inviter à rejoindre la société, les personnes qu’il jugera méritantes. La fondation de cette société se fait en réaction aux excès, entre autres, de Lord Elgin qui avait fait démonter et expédier en Angleterre les frises du Parthénon entre 1801 et 1805. Leur objectif est de défendre la culture de la Grèce antique face aux risques de destruction qui pesaient alors sur les monuments.

### Texte de la charte
« ΞEINEION est le gage de l’estime et du sentiment : la bague est la clef du cœur et de la maison, et c’est le devoir de chacun des associés à l’instant qu’il reçoit la bague d’en recevoir le possesseur comme son vrai et propre ami et de l’accueillir avec toute l’honnêteté et avec toute l’hospitalité dont il aura les moyens.

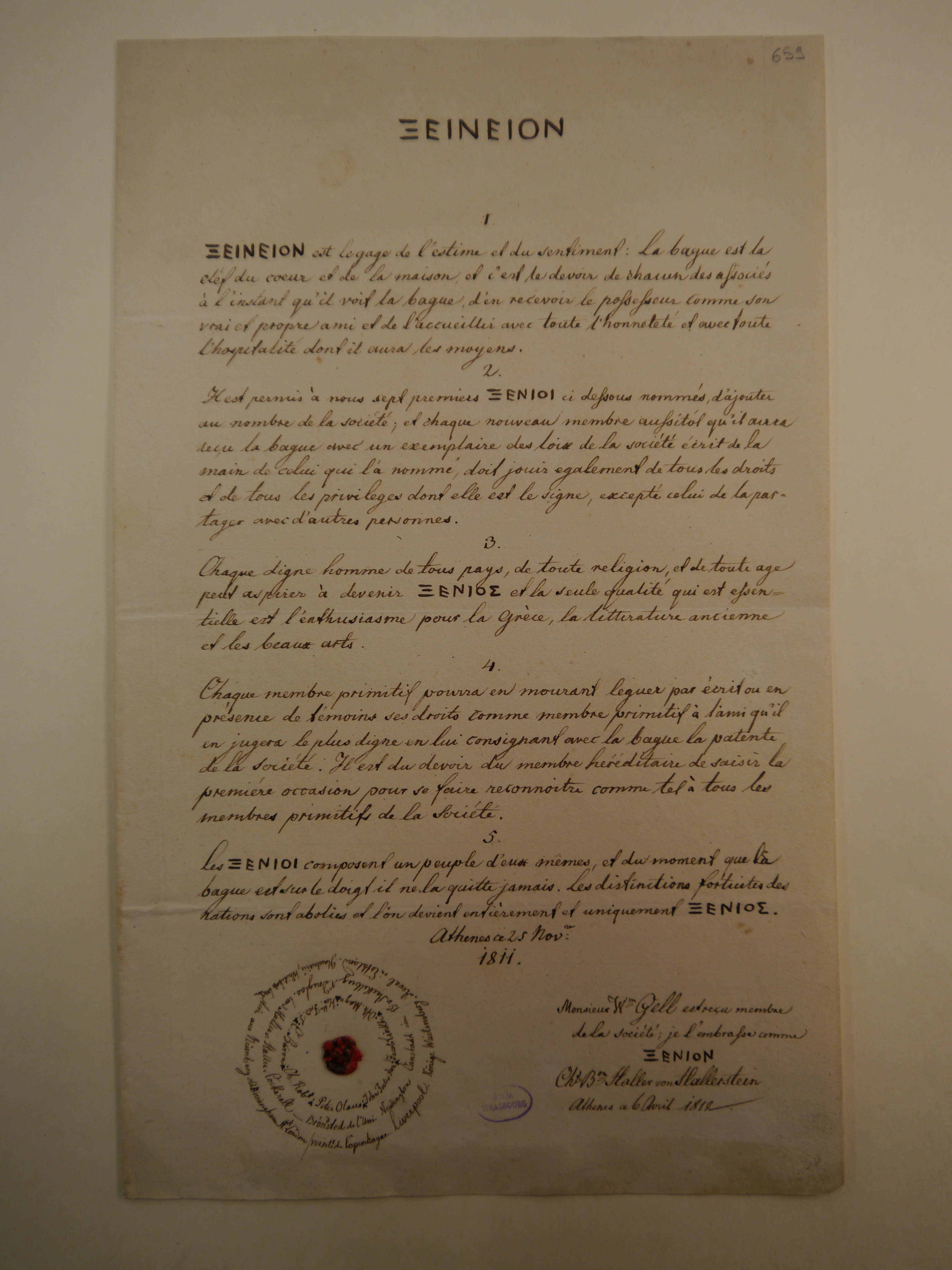
Charte de la société Xénéion. Bibliothèque nationale et universitaire de Strasbourg Ms.2.724, 2 [ §IVB] fol. 639.

Il est permis à nous sept premiers ΞENIOI ci-dessous nommés d’ajouter au nombre de la société ; et chaque nouveau membre aussitôt qu’il aura reçu la bague avec un exemplaire des lois de la société écrit de la main de celui qui l’a nommé, doit jouir également de tous les droits et de tous les privilèges dont elle est le signe, excepté celui de la partager avec d’autres personnes.
Chaque digne homme de tous pays, de toute religion, de toute [sic] âge peut aspirer à devenir ΞENIOΣ et la seule qualité qui est essentielle est l’enthousiasme pour la Grèce, la littérature ancienne et les beaux-arts.
Chaque membre primitif pourra en mourant léguer par écrit et en présence de témoins ses droits comme membre primitif à l’ami qu’il en jugera le plus digne en lui consignant avec la bague la patente de la société. Il est du devoir du membre héréditaire de saisir la première occasion pour se faire reconnaître tel à tous les membres primitifs de la société. Les ΞENIOI composent un peuple d’eux-mêmes et du moment que la bague est sur le doigt il ne la quitte jamais. Les distinctions fortuites des nations sont abolies et l’on devient entièrement et uniquement ΞENIOΣ. »

## Principales réalisations
Lors leur séjour en Grèce qui débute en 1810, les membres de l'association se rendent à Égine avec une soixantaine d'ouvriers et y dégagent le temple d'Aphaïa. Ils en détachent la frise qu'ils cèdent, pour la Glyptothèque de Munich à Louis de Bavière.
En 1812, ils procèdent de même au temple d'Apollon à Bassae dont la frise est achetée par le British Museum. 
Si la déontologie scientifique condamne les actes des Xénéion, ceux-ci laissent malgré tout des croquis, des dessins fort exacts et d'importantes études sur les monuments.
L'exemple initié par la société Xénéoin pour la défense des monuments de la Grèce antique donne naissance le 1er septembre 1813, à la société des Philomuses. Ses fondateurs sont des Grecs lettrés et aussi des voyageurs européens, archéologues, ingénieurs qui parcouraient la Grèce. Parmi les Grecs se trouvaient Ioannis Marmarotouris (professeur, traducteur, marchand, professeur de grec de Lord Byron, mort en 1817), Petros Revelakis (patricien, journaliste, rédacteur du journal satirique Die Schneck von Patissia (l’escargot de Patissia, mort en 1821), Alexandros Homatianos (fils de Logothesis, un dirigeant d’Athènes, anglophile, mort en 1822), Ioannis Tatlikaras, Giagos Tselepis ou Ioannis Eirinäos (polyglotte, membre plus tard de l'Aréopage, mort en 1835). Cette société a rassemblé 217 membres dont certains des fondateurs de Xénéoin comme Charles Robert Cockerell, Carl Haller von Hallerstein, Otto Magnus Stackelberg, John Foster ou Jacob Linckh.
Le modèle de la société Xénéoin a également inspiré la création en 1823 à Rome, de la Société des hyperboréens fondée, entre autres, par Otto Magnus Stackelberg, Jacob Linckh ou Peter Oluf Brøndsted. Cette société avait pour but d'étudier les monuments romains. Elle précède l'Institut de correspondance archéologique de Rome fondé en 1829.